# Dánia a 2022. évi téli olimpiai játékokon
Dánia a kínai Pekingben megrendezett 2022. évi téli olimpiai játékok egyik részt vevő nemzete volt. Az országot az olimpián 5 sportágban 62 sportoló képviselte, akik érmet nem szereztek.

## Alpesisí
Férfi
| Versenyző            | Versenyszám | 1. futam | 1. futam | 2. futam | 2. futam | Összesítés | Összesítés |
| Versenyző            | Versenyszám | Idő      | Hely.    | Idő      | Hely.    | Idő        | Helyezés   |
| -------------------- | ----------- | -------- | -------- | -------- | -------- | ---------- | ---------- |
| Casper Dyrbye Næsted | Műlesiklás  | 1:01,38  | 38.      | 55,89    | 31.      | 1:57,27    | 30.        |

## Biatlon
Női
| Versenyző               | Versenyszám            | Időeredmény | Lövőhiba    | Helyezés |
| ----------------------- | ---------------------- | ----------- | ----------- | -------- |
| Ukaleq Astri Slettemark | 7,5 km sprint          | 23:54,6     | 0 (0+0)     | 65.      |
| Ukaleq Astri Slettemark | 15 km egyéni indításos | 50:27,4     | 0 (0+0+0+0) | 53.      |

## Curling

### Férfi
- Mikkel Krause
- Mads Nørgård
- Henrik Holtermann
- Kasper Wiksten
- Tobias Thune

Csoportkör
| Nemzet                                 | Skip            | Gy | V | Gy–V     | P+ | P- | Gy end | V end | Üres endek | Rabolt endek | Lökés % | DSC   |
| -------------------------------------- | --------------- | -- | - | -------- | -- | -- | ------ | ----- | ---------- | ------------ | ------- | ----- |
| Nagy-Britannia                         | Bruce Mouat     | 8  | 1 | –        | 63 | 44 | 39     | 31    | 5          | 10           | 88%     | 18,81 |
| Svédország                             | Niklas Edin     | 7  | 2 | –        | 64 | 44 | 43     | 30    | 10         | 11           | 86%     | 14,02 |
| Kanada                                 | Brad Gushue     | 5  | 4 | 1–0      | 58 | 50 | 34     | 38    | 7          | 7            | 84%     | 26,49 |
| Egyesült Államok                       | John Shuster    | 5  | 4 | 0–1      | 56 | 61 | 35     | 41    | 4          | 5            | 83%     | 32,29 |
| Kína                                   | Ma Xiuyue       | 4  | 5 | 2–1; 1–0 | 59 | 62 | 39     | 36    | 6          | 4            | 85%     | 23,55 |
| Norvégia                               | Steffen Walstad | 4  | 5 | 2–1; 0–1 | 58 | 53 | 40     | 36    | 0          | 11           | 84%     | 20,96 |
| Svájc                                  | Peter de Cruz   | 4  | 5 | 1–2; 1–0 | 51 | 54 | 33     | 38    | 13         | 3            | 84%     | 15,74 |
| Az Orosz Olimpiai Bizottság versenyzői | Szergej Gluhov  | 4  | 5 | 1–2; 0–1 | 58 | 58 | 33     | 38    | 6          | 6            | 81%     | 33,72 |
| Olaszország                            | Joël Retornaz   | 3  | 6 | –        | 59 | 65 | 36     | 35    | 3          | 8            | 82%     | 30,76 |
| Dánia                                  | Mikkel Krause   | 1  | 8 | –        | 36 | 71 | 30     | 39    | 3          | 2            | 78%     | 32,84 |

1. forduló, február 9., 20:05 (13:05)
| Sheet A         | 1 | 2 | 3 | 4 | 5 | 6 | 7 | 8 | 9 | 10 | VE |
| Dánia (Krause)  | 0 | 2 | 0 | 2 | 0 | 0 | 1 | 0 | X | X  | 5  |
| Kanada (Gushue) | 1 | 0 | 3 | 0 | 1 | 2 | 0 | 3 | X | X  | 10 |

3. forduló, február 11., 9:05 (2:05)
| Sheet D        | 1 | 2 | 3 | 4 | 5 | 6 | 7 | 8 | 9 | 10 | VE |
| Dánia (Krause) | 0 | 1 | 0 | 1 | 0 | 1 | 0 | 1 | 0 | 0  | 4  |
| Kína (Ma)      | 1 | 0 | 1 | 0 | 2 | 0 | 1 | 0 | 0 | 0  | 5  |

4. forduló, február 11., 20:05 (13:05)
| Sheet B                                         | 1 | 2 | 3 | 4 | 5 | 6 | 7 | 8 | 9 | 10 | VE |
| Az Orosz Olimpiai Bizottság versenyzői (Gluhov) | 0 | 2 | 0 | 2 | 6 | 0 | X | X | X | X  | 10 |
| Dánia (Krause)                                  | 0 | 0 | 1 | 0 | 0 | 1 | X | X | X | X  | 2  |

5. forduló, február 12., 14:05 (7:05)
| Sheet C         | 1 | 2 | 3 | 4 | 5 | 6 | 7 | 8 | 9 | 10 | VE |
| Dánia (Krause)  | 0 | 1 | 0 | 2 | 0 | 1 | 0 | 0 | 2 | 0  | 6  |
| Svájc (de Cruz) | 2 | 0 | 2 | 0 | 2 | 0 | 0 | 1 | 0 | 1  | 8  |

7. forduló, február 13., 20:05 (13:05)
| Sheet A                | 1 | 2 | 3 | 4 | 5 | 6 | 7 | 8 | 9 | 10 | VE |
| Nagy-Britannia (Mouat) | 2 | 0 | 2 | 0 | 0 | 1 | 0 | 3 | X | X  | 8  |
| Dánia (Krause)         | 0 | 0 | 0 | 0 | 1 | 0 | 1 | 0 | X | X  | 2  |

8. forduló, február 14., 14:05 (7:05)
| Sheet B            | 1 | 2 | 3 | 4 | 5 | 6 | 7 | 8 | 9 | 10 | 11 | VE |
| Dánia (Krause)     | 1 | 0 | 0 | 1 | 1 | 0 | 1 | 0 | 1 | 0  | 1  | 6  |
| Norvégia (Walstad) | 0 | 1 | 0 | 0 | 0 | 2 | 0 | 1 | 0 | 1  | 0  | 5  |

9. forduló, február 15., 9:05 (2:05)
| Sheet D           | 1 | 2 | 3 | 4 | 5 | 6 | 7 | 8 | 9 | 10 | VE |
| Svédország (Edin) | 0 | 1 | 0 | 1 | 0 | 3 | 0 | 2 | 1 | X  | 8  |
| Dánia (Krause)    | 0 | 0 | 1 | 0 | 1 | 0 | 1 | 0 | 0 | X  | 3  |

11. forduló, február 16., 14:05 (7:05)
| Sheet C                | 1 | 2 | 3 | 4 | 5 | 6 | 7 | 8 | 9 | 10 | VE |
| Olaszország (Retornaz) | 0 | 2 | 2 | 1 | 0 | 4 | 1 | X | X | X  | 10 |
| Dánia (Krause)         | 2 | 0 | 0 | 0 | 1 | 0 | 0 | X | X | X  | 3  |

12. forduló, február 17., 9:05 (2:05)
| Sheet A                    | 1 | 2 | 3 | 4 | 5 | 6 | 7 | 8 | 9 | 10 | VE |
| Dánia (Krause)             | 1 | 1 | 0 | 0 | 1 | 0 | 0 | 0 | 2 | X  | 5  |
| Egyesült Államok (Shuster) | 0 | 0 | 2 | 3 | 0 | 0 | 1 | 1 | 0 | X  | 7  |

| Csapat | Helyezés |
| ------ | -------- |
| Dánia  | 10.      |

### Női
- Madeleine Dupont
- Mathilde Halse
- Denise Dupont
- My Larsen
- Jasmin Lander

Csoportkör
| Nemzet                                 | Skip              | Gy | V | Gy–V | P+ | P- | Gy end | V end | Üres endek | Rabolt endek | Lökés % | DSC   |
| -------------------------------------- | ----------------- | -- | - | ---- | -- | -- | ------ | ----- | ---------- | ------------ | ------- | ----- |
| Svájc                                  | Silvana Tirinzoni | 8  | 1 | –    | 67 | 46 | 44     | 36    | 4          | 12           | 81,6%   | 19,14 |
| Svédország                             | Anna Hasselborg   | 7  | 2 | –    | 64 | 49 | 39     | 35    | 6          | 12           | 82,0%   | 25,02 |
| Nagy-Britannia                         | Eve Muirhead      | 5  | 4 | 1–1  | 63 | 47 | 39     | 33    | 4          | 9            | 80,6%   | 35,27 |
| Japán                                  | Satsuki Fujisawa  | 5  | 4 | 1–1  | 64 | 62 | 40     | 36    | 2          | 13           | 82,3%   | 36,00 |
| Kanada                                 | Jennifer Jones    | 5  | 4 | 1–1  | 71 | 59 | 42     | 41    | 1          | 14           | 80,4%   | 45,44 |
| Egyesült Államok                       | Tabitha Peterson  | 4  | 5 | 2–0  | 60 | 64 | 40     | 39    | 2          | 12           | 79,5%   | 33,87 |
| Kína                                   | Han Yu            | 4  | 5 | 1–1  | 56 | 67 | 38     | 41    | 3          | 10           | 79,6%   | 30,06 |
| Dél-Korea                              | Kim Eun-jung      | 4  | 5 | 0–2  | 62 | 66 | 40     | 42    | 3          | 10           | 80,8%   | 27,79 |
| Dánia                                  | Madeleine Dupont  | 2  | 7 | –    | 50 | 68 | 33     | 41    | 7          | 0            | 77,2%   | 23,36 |
| Az Orosz Olimpiai Bizottság versenyzői | Alina Kovaljova   | 1  | 8 | –    | 50 | 79 | 34     | 45    | 2          | 7            | 78,9%   | 29,34 |

1. forduló, február 10., 9:05 (2:05)
| Sheet B        | 1 | 2 | 3 | 4 | 5 | 6 | 7 | 8 | 9 | 10 | VE |
| Dánia (Dupont) | 0 | 2 | 0 | 1 | 0 | 0 | 3 | 0 | 0 | 1  | 7  |
| Kína (Han)     | 0 | 0 | 1 | 0 | 2 | 0 | 0 | 1 | 2 | 0  | 6  |

2. forduló, február 10., 20:05 (13:05)
| Sheet C                     | 1 | 2 | 3 | 4 | 5 | 6 | 7 | 8 | 9 | 10 | VE |
| Egyesült Államok (Peterson) | 1 | 0 | 2 | 0 | 0 | 1 | 0 | 2 | 0 | 1  | 7  |
| Dánia (Dupont)              | 0 | 1 | 0 | 2 | 0 | 0 | 1 | 0 | 1 | 0  | 5  |

4. forduló, február 12., 9:05 (2:05)
| Sheet D             | 1 | 2 | 3 | 4 | 5 | 6 | 7 | 8 | 9 | 10 | VE |
| Japán (Fudzsiszava) | 0 | 1 | 0 | 2 | 0 | 1 | 0 | 1 | 0 | 3  | 8  |
| Dánia (Dupont)      | 0 | 0 | 2 | 0 | 2 | 0 | 2 | 0 | 1 | 0  | 7  |

5. forduló, február 12., 20:05 (13:05)
| Sheet B           | 1 | 2 | 3 | 4 | 5 | 6 | 7 | 8 | 9 | 10 | VE |
| Dánia (Dupont)    | 0 | 0 | 1 | 0 | 0 | 0 | 3 | 0 | 1 | 0  | 5  |
| Svájc (Tirinzoni) | 1 | 0 | 0 | 1 | 0 | 1 | 0 | 3 | 0 | 2  | 8  |

6. forduló, február 13., 14:05 (7:05)
| Sheet A                   | 1 | 2 | 3 | 4 | 5 | 6 | 7 | 8 | 9 | 10 | VE |
| Dánia (Dupont)            | 0 | 0 | 1 | 0 | 0 | 1 | 0 | 0 | 0 | X  | 2  |
| Nagy-Britannia (Muirhead) | 2 | 0 | 0 | 0 | 1 | 0 | 0 | 1 | 3 | X  | 7  |

8. forduló, február 14., 20:05 (13:05)
| Sheet D                                            | 1 | 2 | 3 | 4 | 5 | 6 | 7 | 8 | 9 | 10 | VE |
| Dánia (Dupont)                                     | 2 | 0 | 0 | 1 | 0 | 1 | 0 | 3 | 0 | 3  | 10 |
| Az Orosz Olimpiai Bizottság versenyzői (Kovaljova) | 0 | 2 | 0 | 0 | 1 | 0 | 1 | 0 | 1 | 0  | 5  |

9. forduló, február 15., 14:05 (7:05)
| Sheet B                 | 1 | 2 | 3 | 4 | 5 | 6 | 7 | 8 | 9 | 10 | VE |
| Svédország (Hasselborg) | 0 | 2 | 3 | 0 | 3 | 0 | 1 | X | X | X  | 9  |
| Dánia (Dupont)          | 1 | 0 | 0 | 1 | 0 | 1 | 0 | X | X | X  | 3  |

11. forduló, február 16., 20:05 (13:05)
| Sheet A         | 1 | 2 | 3 | 4 | 5 | 6 | 7 | 8 | 9 | 10 | VE |
| Dél-Korea (Kim) | 0 | 2 | 0 | 1 | 0 | 2 | 0 | 1 | 0 | 2  | 8  |
| Dánia (Dupont)  | 1 | 0 | 1 | 0 | 3 | 0 | 1 | 0 | 1 | 0  | 7  |

12. forduló, február 17., 14:05 (7:05)
| Sheet C        | 1 | 2 | 3 | 4 | 5 | 6 | 7 | 8 | 9 | 10 | VE |
| Dánia (Dupont) | 0 | 1 | 0 | 2 | 0 | 0 | 0 | 1 | X | X  | 4  |
| Kanada (Jones) | 1 | 0 | 2 | 0 | 2 | 3 | 2 | 0 | X | X  | 10 |

| Csapat | Helyezés |
| ------ | -------- |
| Dánia  | 9.       |

## Gyorskorcsolya
Férfi
| Versenyző          | Versenyszám | Eredmény | Helyezés |
| ------------------ | ----------- | -------- | -------- |
| Viktor Hald Thorup | 5000 m      | 6:28,87  | 19.      |

Tömegrajtos
| Versenyző          | Versenyszám | Elődöntő | Elődöntő | Elődöntő | Döntő   | Döntő   | Helyezés |
| Versenyző          | Versenyszám | Pont     | Idő      | Hely.    | Pont    | Idő     | Helyezés |
| ------------------ | ----------- | -------- | -------- | -------- | ------- | ------- | -------- |
| Stefan Due Schmidt | Férfi       | 0        | 7:58,01  | 12.      | kiesett | kiesett | 25.      |
| Viktor Hald Thorup | Férfi       | 1        | 8:21,94  | 10.      | kiesett | kiesett | 21.      |

## Jégkorong

### Férfi
- Szövetségi kapitány: Heinz Ehlers

| Dán nemzeti férfi jégkorongcsapat-játékoskeret | Dán nemzeti férfi jégkorongcsapat-játékoskeret | Dán nemzeti férfi jégkorongcsapat-játékoskeret | Dán nemzeti férfi jégkorongcsapat-játékoskeret | Dán nemzeti férfi jégkorongcsapat-játékoskeret | Dán nemzeti férfi jégkorongcsapat-játékoskeret | Dán nemzeti férfi jégkorongcsapat-játékoskeret |
| #                                              | Poszt                                          | Név                                            | Magasság                                       | Súly                                           | Születési idő                                  | Klub az olimpia idején                         |
| ---------------------------------------------- | ---------------------------------------------- | ---------------------------------------------- | ---------------------------------------------- | ---------------------------------------------- | ---------------------------------------------- | ---------------------------------------------- |
| 1                                              | G                                              | Frederik Dichow                                | 1,95 m (6 ft 5 in)                             | 87 kg (192 lb)                                 | 2001. március 1.                               | Kristianstads IK                               |
| 2                                              | D                                              | Phillip Bruggisser                             | 1,83 m (6 ft 0 in)                             | 85 kg (187 lb)                                 | 1991. augusztus 7.                             | Fischtown Pinguins                             |
| 9                                              | F                                              | Frederik Storm                                 | 1,80 m (5 ft 11 in)                            | 86 kg (190 lb)                                 | 1989. február 20.                              | ERC Ingolstadt                                 |
| 15                                             | D                                              | Matias Lassen                                  | 1,82 m (6 ft 0 in)                             | 82 kg (181 lb)                                 | 1996. március 15.                              | Malmö Redhawks                                 |
| 16                                             | F                                              | Matthias Asperup                               | 1,82 m (6 ft 0 in)                             | 84 kg (185 lb)                                 | 1995. március 3.                               | Herlev Eagles                                  |
| 17                                             | F                                              | Nicklas Jensen                                 | 1,91 m (6 ft 3 in)                             | 98 kg (216 lb)                                 | 1993. március 6.                               | Jokerit                                        |
| 22                                             | D                                              | Markus Lauridsen                               | 1,86 m (6 ft 1 in)                             | 87 kg (192 lb)                                 | 1991. február 28.                              | Malmö Redhawks                                 |
| 25                                             | D                                              | Oliver Lauridsen                               | 1,97 m (6 ft 6 in)                             | 93 kg (205 lb)                                 | 1989. március 24.                              | Malmö Redhawks                                 |
| 28                                             | D                                              | Emil Kristensen                                | 1,84 m (6 ft 0 in)                             | 81 kg (179 lb)                                 | 1992. szeptember 20.                           | HC Pustertal Wölfe                             |
| 29                                             | F                                              | Morten Madsen                                  | 1,90 m (6 ft 3 in)                             | 95 kg (209 lb)                                 | 1987. január 16.                               | Timrå IK                                       |
| 31                                             | G                                              | Patrick Galbraith                              | 1,83 m (6 ft 0 in)                             | 81 kg (179 lb)                                 | 1986. március 11.                              | SønderjyskE Ishockey                           |
| 32                                             | G                                              | Sebastian Dahm                                 | 1,82 m (6 ft 0 in)                             | 83 kg (183 lb)                                 | 1987. február 28.                              | EC KAC                                         |
| 33                                             | F                                              | Julian Jakobsen                                | 1,84 m (6 ft 0 in)                             | 87 kg (192 lb)                                 | 1987. április 11.                              | Aalborg Pirates                                |
| 38                                             | F                                              | Morten Poulsen                                 | 1,86 m (6 ft 1 in)                             | 95 kg (209 lb)                                 | 1988. szeptember 9.                            | Herning Blue Fox                               |
| 40                                             | F                                              | Jesper Jensen                                  | 1,83 m (6 ft 0 in)                             | 80 kg (180 lb)                                 | 1987. február 5.                               | Frederikshavn White Hawks                      |
| 41                                             | D                                              | Jesper Jensen Aabo                             | 1,83 m (6 ft 0 in)                             | 93 kg (205 lb)                                 | 1991. július 30.                               | Krefeld Pinguine                               |
| 47                                             | D                                              | Oliver Larsen                                  | 1,85 m (6 ft 1 in)                             | 94 kg (207 lb)                                 | 1998. december 25.                             | Mikkelin Jukurit                               |
| 48                                             | D                                              | Nicholas Jensen                                | 1,89 m (6 ft 2 in)                             | 102 kg (225 lb)                                | 1989. április 8.                               | Eisbären Berlin                                |
| 50                                             | F                                              | Mathias Bau Hansen                             | 2,00 m (6 ft 7 in)                             | 108 kg (238 lb)                                | 1993. július 3.                                | Herning Blue Fox                               |
| 51                                             | F                                              | Frans Nielsen                                  | 1,85 m (6 ft 1 in)                             | 82 kg (181 lb)                                 | 1984. április 24.                              | Eisbären Berlin                                |
| 63                                             | F                                              | Patrick Russell                                | 1,85 m (6 ft 1 in)                             | 93 kg (205 lb)                                 | 1993. január 4.                                | Linköping HC                                   |
| 72                                             | F                                              | Nicolai Meyer                                  | 1,79 m (5 ft 10 in)                            | 82 kg (181 lb)                                 | 1993. július 21.                               | Vienna Capitals                                |
| 89                                             | F                                              | Mikkel Bødker                                  | 1,82 m (6 ft 0 in)                             | 95 kg (209 lb)                                 | 1989. december 16.                             | HC Lugano                                      |
| 93                                             | F                                              | Peter Regin                                    | 1,88 m (6 ft 2 in)                             | 93 kg (205 lb)                                 | 1986. április 16.                              | HC Ambrì-Piotta                                |
| 95                                             | F                                              | Nick Olesen                                    | 1,85 m (6 ft 1 in)                             | 84 kg (185 lb)                                 | 1995. november 14.                             | Brynäs IF                                      |

Csoportkör
B csoport
| Hely. | Csapat                                       | M | Gy | HGy | HV | V | G+ | G– | Gk | P | Továbbjutás                       |
| ----- | -------------------------------------------- | - | -- | --- | -- | - | -- | -- | -- | - | --------------------------------- |
| 1.    | Az Orosz Olimpiai Bizottság versenyzői (ROC) | 3 | 2  | 0   | 1  | 0 | 8  | 6  | +2 | 7 | Továbbjutott a negyeddöntőbe      |
| 2.    | Dánia (DEN)                                  | 3 | 2  | 0   | 0  | 1 | 7  | 6  | +1 | 6 | A negyeddöntőbe jutásért játszott |
| 3.    | Csehország (CZE)                             | 3 | 0  | 2   | 0  | 1 | 9  | 8  | +1 | 4 | A negyeddöntőbe jutásért játszott |
| 4.    | Svájc (SUI)                                  | 3 | 0  | 0   | 1  | 2 | 4  | 8  | −4 | 1 | A negyeddöntőbe jutásért játszott |

| 2022. február 9. 21:10 (14:10) | Csehország (CZE) | 1–2 (0–2, 1–0, 0–0) | Dánia (DEN) | Beijing National Indoor Stadium, Peking Nézőszám: 891 |

| Jegyzőkönyv | Jegyzőkönyv  | Jegyzőkönyv          | Jegyzőkönyv    | Jegyzőkönyv                                                                               |
| --- | ------------ | -------------------- | -------------- | ----------------------------------------------------------------------------------------- |
| | Šimon Hrubec | Kapusok              | Sebastian Dahm | Játékvezetők: Oliver Gouin Michael Tscherrig Vonalbírók: Ludvig Lundgren Lauri Nikulainen |
| \| \| 0–1 \| 11:21 – Lauridsen \| \| \| 0–2 \| 17:23 – Nielsen (PS) \| \| Červenka (Kovář) – 23:45 \| 1–2 \| \| |              |                      |                | Játékvezetők: Oliver Gouin Michael Tscherrig Vonalbírók: Ludvig Lundgren Lauri Nikulainen |
| 2 perc | Büntetések   | 6 perc               |                | Játékvezetők: Oliver Gouin Michael Tscherrig Vonalbírók: Ludvig Lundgren Lauri Nikulainen |
| 40 | Lövések      | 17                   |                | Játékvezetők: Oliver Gouin Michael Tscherrig Vonalbírók: Ludvig Lundgren Lauri Nikulainen |
| | 0–1          | 11:21 – Lauridsen    |                | Játékvezetők: Oliver Gouin Michael Tscherrig Vonalbírók: Ludvig Lundgren Lauri Nikulainen |
| | 0–2          | 17:23 – Nielsen (PS) |                | Játékvezetők: Oliver Gouin Michael Tscherrig Vonalbírók: Ludvig Lundgren Lauri Nikulainen |
| Červenka (Kovář) – 23:45                                                                                        | 1–2          |                      |                | Játékvezetők: Oliver Gouin Michael Tscherrig Vonalbírók: Ludvig Lundgren Lauri Nikulainen |

| 2022. február 11. 12:10 (5:10) | Dánia (DEN) | 0–2 (0–0, 0–1, 0–1) | Az Orosz Olimpiai Bizottság versenyzői (ROC) | Beijing National Indoor Stadium, Peking Nézőszám: 907 |

| Jegyzőkönyv                                                                                     | Jegyzőkönyv     | Jegyzőkönyv                             | Jegyzőkönyv  | Jegyzőkönyv                                                                               |
| ----------------------------------------------------------------------------------------------- | --------------- | --------------------------------------- | ------------ | ----------------------------------------------------------------------------------------- |
|                                                                                                 | Frederik Dichow | Kapusok                                 | Ivan Fedotov | Játékvezetők: Michael Campbell Martin Fraňo Vonalbírók: William Hancock Andreas Malmqvist |
| \| \| 0–1 \| 28:18 – Karnauhov (Szlepisev, Voronkov) \| \| \| 0–2 \| 59:54 – Szemjonov (ENG) \| |                 |                                         |              | Játékvezetők: Michael Campbell Martin Fraňo Vonalbírók: William Hancock Andreas Malmqvist |
| 10 perc                                                                                         | Büntetések      | 2 perc                                  |              | Játékvezetők: Michael Campbell Martin Fraňo Vonalbírók: William Hancock Andreas Malmqvist |
| 16                                                                                              | Lövések         | 33                                      |              | Játékvezetők: Michael Campbell Martin Fraňo Vonalbírók: William Hancock Andreas Malmqvist |
|                                                                                                 | 0–1             | 28:18 – Karnauhov (Szlepisev, Voronkov) |              | Játékvezetők: Michael Campbell Martin Fraňo Vonalbírók: William Hancock Andreas Malmqvist |
|                                                                                                 | 0–2             | 59:54 – Szemjonov (ENG)                 |              | Játékvezetők: Michael Campbell Martin Fraňo Vonalbírók: William Hancock Andreas Malmqvist |

| 2022. február 12. 21:10 (14:10) | Svájc (SUI) | 3–5 (1–0, 0–3, 2–2) | Dánia (DEN) | Wukesong Arena, Peking Nézőszám: 620 |

| Jegyzőkönyv | Jegyzőkönyv | Jegyzőkönyv                              | Jegyzőkönyv    | Jegyzőkönyv                                                                              |
| --- | ----------- | ---------------------------------------- | -------------- | ---------------------------------------------------------------------------------------- |
| | Reto Berra  | Kapusok                                  | Sebastian Dahm | Játékvezetők: Roman Gofman Kristian Vikman Vonalbírók: Andreas Malmqvist Nyikita Salagin |
| \| Corvi (Weber, Thürkauf) – 15:59 \| 1–0 \| \| \| \| 1–1 \| 20:46 – Regin (Storm, Nick. Jensen) (PP) \| \| \| 1–2 \| 21:07 – Storm (Nich. Jensen, Russell) \| \| \| 1–3 \| 33:12 – Bødker (Russell, Lauridsen) \| \| \| 1–4 \| 41:55 – Meyer (Nich. Jensen, Jakobsen) \| \| Loeffel (Untersander, Corvi) (PP) – 44:53 \| 2–4 \| \| \| Herzog (Corvi, Untersander) (EA) – 57:37 \| 3–4 \| \| \| \| 3–5 \| 59:01 – Storm (Russell) (ENG) \| |             |                                          |                | Játékvezetők: Roman Gofman Kristian Vikman Vonalbírók: Andreas Malmqvist Nyikita Salagin |
| 14 perc | Büntetések  | 6 perc                                   |                | Játékvezetők: Roman Gofman Kristian Vikman Vonalbírók: Andreas Malmqvist Nyikita Salagin |
| 31 | Lövések     | 30                                       |                | Játékvezetők: Roman Gofman Kristian Vikman Vonalbírók: Andreas Malmqvist Nyikita Salagin |
| Corvi (Weber, Thürkauf) – 15:59 | 1–0         |                                          |                | Játékvezetők: Roman Gofman Kristian Vikman Vonalbírók: Andreas Malmqvist Nyikita Salagin |
| | 1–1         | 20:46 – Regin (Storm, Nick. Jensen) (PP) |                | Játékvezetők: Roman Gofman Kristian Vikman Vonalbírók: Andreas Malmqvist Nyikita Salagin |
| | 1–2         | 21:07 – Storm (Nich. Jensen, Russell)    |                | Játékvezetők: Roman Gofman Kristian Vikman Vonalbírók: Andreas Malmqvist Nyikita Salagin |
| | 1–3         | 33:12 – Bødker (Russell, Lauridsen)      |                |                                                                                          |
| | 1–4         | 41:55 – Meyer (Nich. Jensen, Jakobsen)   |                |                                                                                          |
| Loeffel (Untersander, Corvi) (PP) – 44:53 | 2–4         |                                          |                |                                                                                          |
| Herzog (Corvi, Untersander) (EA) – 57:37 | 3–4         |                                          |                |                                                                                          |
| | 3–5         | 59:01 – Storm (Russell) (ENG)            |                |                                                                                          |

Rájátszás a negyeddöntőért
| 2022. február 15. 14:00 (7:00) | Dánia (DEN) | 3–2 (1–1, 1–1, 1–0) | Lettország (LAT) | Wukesong Arena, Peking Nézőszám: 726 |

| Jegyzőkönyv | Jegyzőkönyv    | Jegyzőkönyv                                    | Jegyzőkönyv                   | Jegyzőkönyv                                                                           |
| --- | -------------- | ---------------------------------------------- | ----------------------------- | ------------------------------------------------------------------------------------- |
| | Sebastian Dahm | Kapusok                                        | Jānis Kalniņš Ivars Punnenovs | Játékvezetők: Andrew Bruggema André Schrader Vonalbírók: Dustin McCrank Dmitrij Sislo |
| \| Poulsen (Jakobsen, Lassen) – 12:02 \| 1–0 \| \| \| \| 1–1 \| 16:23 – Dārziņš (Krastenbergs, Cibuļskis) \| \| \| 1–2 \| 22:33 – Darzinš (Balinskis, Krastenbergs) (PP) \| \| Jakobsen (Meyer) – 36:57 \| 2–2 \| \| \| Lauridsen (Bødker, Nielsen) (PP) – 41:45 \| 3–2 \| \| |                |                                                |                               | Játékvezetők: Andrew Bruggema André Schrader Vonalbírók: Dustin McCrank Dmitrij Sislo |
| 8 perc | Büntetések     | 8 perc                                         |                               | Játékvezetők: Andrew Bruggema André Schrader Vonalbírók: Dustin McCrank Dmitrij Sislo |
| 31 | Lövések        | 27                                             |                               | Játékvezetők: Andrew Bruggema André Schrader Vonalbírók: Dustin McCrank Dmitrij Sislo |
| Poulsen (Jakobsen, Lassen) – 12:02 | 1–0            |                                                |                               | Játékvezetők: Andrew Bruggema André Schrader Vonalbírók: Dustin McCrank Dmitrij Sislo |
| | 1–1            | 16:23 – Dārziņš (Krastenbergs, Cibuļskis)      |                               | Játékvezetők: Andrew Bruggema André Schrader Vonalbírók: Dustin McCrank Dmitrij Sislo |
| | 1–2            | 22:33 – Darzinš (Balinskis, Krastenbergs) (PP) |                               | Játékvezetők: Andrew Bruggema André Schrader Vonalbírók: Dustin McCrank Dmitrij Sislo |
| Jakobsen (Meyer) – 36:57 | 2–2            |                                                |                               |                                                                                       |
| Lauridsen (Bødker, Nielsen) (PP) – 41:45 | 3–2            |                                                |                               |                                                                                       |

Negyeddöntő
| 2022. február 16. 14:00 (7:00) | Az Orosz Olimpiai Bizottság versenyzői (ROC) | 3–1 (1–1, 1–0, 1–0) | Dánia (DEN) | Wukesong Arena, Peking Nézőszám: 727 |

| Jegyzőkönyv | Jegyzőkönyv  | Jegyzőkönyv                                  | Jegyzőkönyv    | Jegyzőkönyv                                                                             |
| --- | ------------ | -------------------------------------------- | -------------- | --------------------------------------------------------------------------------------- |
| | Ivan Fedotov | Kapusok                                      | Sebastian Dahm | Játékvezetők: Michael Campbell Martin Fraňo Vonalbírók: Andreas Malmqvist Jiří Ondráček |
| \| Sipacsov (Guszev, Jakovlev) – 13:01 \| 1–0 \| \| \| \| 1–1 \| 22:57 – Nielsen (Bau Hansen, Lauridsen) (PP) \| \| Nyesztyerov (Guszev, Gricjuk) – 34:36 \| 2–1 \| \| \| Vojnov (Sipacsov, Gricjuk) (PP) – 55:45 \| 3–1 \| \| |              |                                              |                | Játékvezetők: Michael Campbell Martin Fraňo Vonalbírók: Andreas Malmqvist Jiří Ondráček |
| 4 perc | Büntetések   | 6 perc                                       |                | Játékvezetők: Michael Campbell Martin Fraňo Vonalbírók: Andreas Malmqvist Jiří Ondráček |
| 40 | Lövések      | 18                                           |                | Játékvezetők: Michael Campbell Martin Fraňo Vonalbírók: Andreas Malmqvist Jiří Ondráček |
| Sipacsov (Guszev, Jakovlev) – 13:01 | 1–0          |                                              |                | Játékvezetők: Michael Campbell Martin Fraňo Vonalbírók: Andreas Malmqvist Jiří Ondráček |
| | 1–1          | 22:57 – Nielsen (Bau Hansen, Lauridsen) (PP) |                | Játékvezetők: Michael Campbell Martin Fraňo Vonalbírók: Andreas Malmqvist Jiří Ondráček |
| Nyesztyerov (Guszev, Gricjuk) – 34:36 | 2–1          |                                              |                | Játékvezetők: Michael Campbell Martin Fraňo Vonalbírók: Andreas Malmqvist Jiří Ondráček |
| Vojnov (Sipacsov, Gricjuk) (PP) – 55:45 | 3–1          |                                              |                |                                                                                         |

| Csapat      | Helyezés |
| ----------- | -------- |
| Dánia (DEN) | 7.       |

### Női
- Szövetségi kapitány:  Peter Elander

| Dán nemzeti női jégkorongcsapat-játékoskeret | Dán nemzeti női jégkorongcsapat-játékoskeret | Dán nemzeti női jégkorongcsapat-játékoskeret | Dán nemzeti női jégkorongcsapat-játékoskeret | Dán nemzeti női jégkorongcsapat-játékoskeret | Dán nemzeti női jégkorongcsapat-játékoskeret | Dán nemzeti női jégkorongcsapat-játékoskeret |
| #                                            | Poszt                                        | Név                                          | Magasság                                     | Súly                                         | Születési idő                                | Klub az olimpia idején                       |
| -------------------------------------------- | -------------------------------------------- | -------------------------------------------- | -------------------------------------------- | -------------------------------------------- | -------------------------------------------- | -------------------------------------------- |
| 2                                            | D                                            | Kristine Melberg Hansen                      | 1,69 m (5 ft 7 in)                           | 69 kg (152 lb)                               | 2000. december 28.                           | IF Malmö                                     |
| 4                                            | F                                            | Silke Lave Glud                              | 1,75 m (5 ft 9 in)                           | 65 kg (143 lb)                               | 1996. március 3.                             | Rødovre SIK                                  |
| 8                                            | F                                            | Josefine Persson                             | 1,76 m (5 ft 9 in)                           | 69 kg (152 lb)                               | 1994. március 28.                            | Luleå HF                                     |
| 11                                           | D                                            | Amalie Andersen                              | 1,73 m (5 ft 8 in)                           | 73 kg (161 lb)                               | 1999. október 6.                             | Maine Black Bears                            |
| 13                                           | F                                            | Michele Brix Nielsen                         | 1,69 m (5 ft 7 in)                           | 75 kg (165 lb)                               | 1996. július 10.                             | Odense IK                                    |
| 14                                           | F                                            | Nicoline Jensen – A                          | 1,65 m (5 ft 5 in)                           | 65 kg (143 lb)                               | 1992. november 8.                            | HV71                                         |
| 15                                           | D                                            | Amanda Refsgaard                             | 1,75 m (5 ft 9 in)                           | 63 kg (139 lb)                               | 2001. március 8.                             | Rødovre SIK                                  |
| 17                                           | F                                            | Sofia Skriver                                | 1,65 m (5 ft 5 in)                           | 60 kg (130 lb)                               | 2003. június 7.                              | Luleå HF                                     |
| 18                                           | F                                            | Maria Holm Peters                            | 1,68 m (5 ft 6 in)                           | 60 kg (130 lb)                               | 1999. szeptember 16.                         | Odense IK                                    |
| 19                                           | D                                            | Josephine Asperup                            | 1,63 m (5 ft 4 in)                           | 64 kg (141 lb)                               | 1992. július 21.                             | IF Malmö                                     |
| 21                                           | F                                            | Michelle Weis                                | 1,69 m (5 ft 7 in)                           | 59 kg (130 lb)                               | 1997. április 10.                            | Maine Black Bears                            |
| 22                                           | D                                            | Sofie Skott Dahl                             | 1,72 m (5 ft 8 in)                           | 62 kg (137 lb)                               | 2002. június 14.                             | Hvidovre IK                                  |
| 23                                           | F                                            | Julie Oksbjerg                               | 1,78 m (5 ft 10 in)                          | 67 kg (148 lb)                               | 2000. december 2.                            | Odense IK                                    |
| 27                                           | F                                            | Lilli Friis-Hansen                           | 1,63 m (5 ft 4 in)                           | 55 kg (121 lb)                               | 2000. január 27.                             | RPI Engineers                                |
| 30                                           | G                                            | Lisa Jensen                                  | 1,65 m (5 ft 5 in)                           | 61 kg (134 lb)                               | 1997. február 26.                            | IF Malmö                                     |
| 33                                           | G                                            | Emma-Sofie Nordström                         | 1,77 m (5 ft 10 in)                          | 75 kg (165 lb)                               | 2002. november 5.                            | Linköping HC                                 |
| 50                                           | F                                            | Mia Bau Hansen                               | 1,67 m (5 ft 6 in)                           | 65 kg (143 lb)                               | 1995. június 22.                             | IF Malmö                                     |
| 63                                           | F                                            | Josefine Jakobsen – C                        | 1,70 m (5 ft 7 in)                           | 72 kg (159 lb)                               | 1991. május 17.                              | Djurgårdens IF                               |
| 68                                           | F                                            | Emma Russell                                 | 1,68 m (5 ft 6 in)                           | 75 kg (165 lb)                               | 1995. augusztus 18.                          | Rødovre SIK                                  |
| 72                                           | G                                            | Cassandra Repstock-Romme                     | 1,71 m (5 ft 7 in)                           | 72 kg (159 lb)                               | 2001. augusztus 26.                          | Hvidovre IK                                  |
| 80                                           | F                                            | Julie Funch Østergaard                       | 1,70 m (5 ft 7 in)                           | 65 kg (143 lb)                               | 1995. augusztus 6.                           | Hvidovre IK                                  |
| 87                                           | D                                            | Simone Jacquet Thrysøe                       | 1,80 m (5 ft 11 in)                          | 72 kg (159 lb)                               | 1987. április 23.                            | Aalborg IK                                   |
| 89                                           | D                                            | Malene Frandsen                              | 1,78 m (5 ft 10 in)                          | 68 kg (150 lb)                               | 1995. október 25.                            | IF Malmö                                     |

B csoport
| Hely. | Csapat           | M | Gy | HGy | HV | V | G+ | G– | Gk | P | Továbbjutás                  |
| ----- | ---------------- | - | -- | --- | -- | - | -- | -- | -- | - | ---------------------------- |
| 1.    | Japán (JPN)      | 4 | 2  | 1   | 1  | 0 | 13 | 7  | +6 | 9 | Továbbjutott a negyeddöntőbe |
| 2.    | Csehország (CZE) | 4 | 2  | 0   | 1  | 1 | 10 | 8  | +2 | 7 | Továbbjutott a negyeddöntőbe |
| 3.    | Svédország (SWE) | 4 | 2  | 0   | 0  | 2 | 7  | 8  | −1 | 6 | Továbbjutott a negyeddöntőbe |
| 4.    | Kína (CHN) (R)   | 4 | 1  | 1   | 0  | 2 | 7  | 7  | 0  | 5 | Kiesett                      |
| 5.    | Dánia (DEN)      | 4 | 1  | 0   | 0  | 3 | 7  | 14 | −7 | 3 | Kiesett                      |

| 2022. február 4. 12:10 (5:10) | Dánia (DEN) | 1–3 (1–0, 0–1, 0–2) | Kína (CHN) | Wukesong Arena, Peking Nézőszám: 580 |

| Jegyzőkönyv | Jegyzőkönyv              | Jegyzőkönyv                                                                        | Jegyzőkönyv                   | Jegyzőkönyv                                                                          |
| --- | ------------------------ | ---------------------------------------------------------------------------------- | ----------------------------- | ------------------------------------------------------------------------------------ |
| | Cassandra Repstock-Romme | Kapusok                                                                            | Csou Csia-jing (Zhou Jiaying) | Játékvezetők: Darja Jermak Chelsea Rapin Vonalbírók: Veronica Lovensnö Linnea Sainio |
| \| Frandsen (N. Jensen, Glud) – 08:06 \| 1–0 \| \| \| \| 1–1 \| 36:46 – Lin Csi-csi (Lin Qiqi) (Ju Paj-vej (Yu Baiwei), Vang Ju-ting (Wang Yuting) \| \| \| 1–2 \| 59:10 – Lin Ni (Lin Csi-csi (Lin Qiqi) \| \| \| 1–3 \| 59:28 – Lin Csi-csi (Lin Qiqi) (ENG) \| |                          |                                                                                    |                               | Játékvezetők: Darja Jermak Chelsea Rapin Vonalbírók: Veronica Lovensnö Linnea Sainio |
| 6 perc | Büntetések               | 6 perc                                                                             |                               | Játékvezetők: Darja Jermak Chelsea Rapin Vonalbírók: Veronica Lovensnö Linnea Sainio |
| 23 | Lövések                  | 32                                                                                 |                               | Játékvezetők: Darja Jermak Chelsea Rapin Vonalbírók: Veronica Lovensnö Linnea Sainio |
| Frandsen (N. Jensen, Glud) – 08:06 | 1–0                      |                                                                                    |                               | Játékvezetők: Darja Jermak Chelsea Rapin Vonalbírók: Veronica Lovensnö Linnea Sainio |
| | 1–1                      | 36:46 – Lin Csi-csi (Lin Qiqi) (Ju Paj-vej (Yu Baiwei), Vang Ju-ting (Wang Yuting) |                               | Játékvezetők: Darja Jermak Chelsea Rapin Vonalbírók: Veronica Lovensnö Linnea Sainio |
| | 1–2                      | 59:10 – Lin Ni (Lin Csi-csi (Lin Qiqi)                                             |                               | Játékvezetők: Darja Jermak Chelsea Rapin Vonalbírók: Veronica Lovensnö Linnea Sainio |
| | 1–3                      | 59:28 – Lin Csi-csi (Lin Qiqi) (ENG)                                               |                               |                                                                                      |

| 2022. február 5. 16:40 (9:40) | Japán (JPN) | 6–2 (3–0, 2–1, 1–1) | Dánia (DEN) | Wukesong Arena, Peking Nézőszám: 476 |

| Jegyzőkönyv | Jegyzőkönyv                 | Jegyzőkönyv                           | Jegyzőkönyv                          | Jegyzőkönyv                                                                 |
| --- | --------------------------- | ------------------------------------- | ------------------------------------ | --------------------------------------------------------------------------- |
| | Nana Fujimoto Akane Konishi | Kapusok                               | Lisa Jensen Cassandra Repstock-Romme | Játékvezetők: Kelly Cooke Maria Furberg Vonalbírók: Alex Clarke Sara Strong |
| \| H. Yamashita (Miura, Koike) – 10:46 \| 1–0 \| \| \| H. Toko (Ao. Shiga, A. Toko) – 12:08 \| 2–0 \| \| \| Ukita – 13:50 \| 3–0 \| \| \| A. Toko (H. Toko) – 22:53 \| 4–0 \| \| \| \| 4–1 \| 29:16 – Bau Hansen (N. Jensen) \| \| Ak. Shiga (Kubo, H. Toko) (PP) – 39:54 \| 5–1 \| \| \| H. Yoneyama (H. Yamashita, Koike) – 48:02 \| 6–1 \| \| \| \| 6–2 \| 59:55 – Jakobsen (Persson, Weis) (PP) \| |                             |                                       |                                      | Játékvezetők: Kelly Cooke Maria Furberg Vonalbírók: Alex Clarke Sara Strong |
| 8 perc | Büntetések                  | 8 perc                                |                                      | Játékvezetők: Kelly Cooke Maria Furberg Vonalbírók: Alex Clarke Sara Strong |
| 42 | Lövések                     | 20                                    |                                      | Játékvezetők: Kelly Cooke Maria Furberg Vonalbírók: Alex Clarke Sara Strong |
| H. Yamashita (Miura, Koike) – 10:46 | 1–0                         |                                       |                                      | Játékvezetők: Kelly Cooke Maria Furberg Vonalbírók: Alex Clarke Sara Strong |
| H. Toko (Ao. Shiga, A. Toko) – 12:08 | 2–0                         |                                       |                                      | Játékvezetők: Kelly Cooke Maria Furberg Vonalbírók: Alex Clarke Sara Strong |
| Ukita – 13:50 | 3–0                         |                                       |                                      | Játékvezetők: Kelly Cooke Maria Furberg Vonalbírók: Alex Clarke Sara Strong |
| A. Toko (H. Toko) – 22:53 | 4–0                         |                                       |                                      |                                                                             |
| | 4–1                         | 29:16 – Bau Hansen (N. Jensen)        |                                      |                                                                             |
| Ak. Shiga (Kubo, H. Toko) (PP) – 39:54 | 5–1                         |                                       |                                      |                                                                             |
| H. Yoneyama (H. Yamashita, Koike) – 48:02 | 6–1                         |                                       |                                      |                                                                             |
| | 6–2                         | 59:55 – Jakobsen (Persson, Weis) (PP) |                                      |                                                                             |

| 2022. február 7. 16:40 (9:40) | Dánia (DEN) | 3–2 (1–1, 1–1, 1–0) | Csehország (CZE) | Wukesong Arena, Peking Nézőszám: 637 |

| Jegyzőkönyv | Jegyzőkönyv              | Jegyzőkönyv                        | Jegyzőkönyv       | Jegyzőkönyv                                                                 |
| --- | ------------------------ | ---------------------------------- | ----------------- | --------------------------------------------------------------------------- |
| | Cassandra Repstock-Romme | Kapusok                            | Viktorie Švejdová | Játékvezetők: Maria Furberg Lacey Senuk Vonalbírók: Alex Clarke Sara Strong |
| \| \| 0–1 \| 05:48 – Tejralová (Křížová) \| \| Jakobsen – 09:14 \| 1–1 \| \| \| \| 1–2 \| 23:01 – Mrázová (Radová, Vanišová) \| \| Weis – 24:28 \| 2–2 \| \| \| Glud (Jakobsen, N. Jensen) (PP) – 40:49 \| 3–2 \| \| |                          |                                    |                   | Játékvezetők: Maria Furberg Lacey Senuk Vonalbírók: Alex Clarke Sara Strong |
| 12 perc | Büntetések               | 8 perc                             |                   | Játékvezetők: Maria Furberg Lacey Senuk Vonalbírók: Alex Clarke Sara Strong |
| 17 | Lövések                  | 32                                 |                   | Játékvezetők: Maria Furberg Lacey Senuk Vonalbírók: Alex Clarke Sara Strong |
| | 0–1                      | 05:48 – Tejralová (Křížová)        |                   | Játékvezetők: Maria Furberg Lacey Senuk Vonalbírók: Alex Clarke Sara Strong |
| Jakobsen – 09:14 | 1–1                      |                                    |                   | Játékvezetők: Maria Furberg Lacey Senuk Vonalbírók: Alex Clarke Sara Strong |
| | 1–2                      | 23:01 – Mrázová (Radová, Vanišová) |                   | Játékvezetők: Maria Furberg Lacey Senuk Vonalbírók: Alex Clarke Sara Strong |
| Weis – 24:28 | 2–2                      |                                    |                   |                                                                             |
| Glud (Jakobsen, N. Jensen) (PP) – 40:49 | 3–2                      |                                    |                   |                                                                             |

| 2022. február 8. 21:10 (14:10) | Svédország (SWE) | 3–1 (1–0, 1–1, 1–0) | Dánia (DEN) | Wukesong Arena, Peking Nézőszám: 696 |

| Jegyzőkönyv | Jegyzőkönyv    | Jegyzőkönyv                               | Jegyzőkönyv              | Jegyzőkönyv                                                                       |
| --- | -------------- | ----------------------------------------- | ------------------------ | --------------------------------------------------------------------------------- |
| | Emma Söderberg | Kapusok                                   | Cassandra Repstock-Romme | Játékvezetők: Anniina Nurmi Chelsea Rapin Vonalbírók: Anna Hammar Jenni Heikkinen |
| \| Nordin (Lundin) – 04:00 \| 1–0 \| \| \| \| 1–1 \| 34:04 – Oksbjerg (Jakobsen, Friis-Hansen) \| \| Lis. Johansson (Lundin, Waxin) (PP) – 36:00 \| 2–1 \| \| \| Berglund (Ljungblom) (PP, ENG) – 59:43 \| 3–1 \| \| |                |                                           |                          | Játékvezetők: Anniina Nurmi Chelsea Rapin Vonalbírók: Anna Hammar Jenni Heikkinen |
| 14 perc | Büntetések     | 10 perc                                   |                          | Játékvezetők: Anniina Nurmi Chelsea Rapin Vonalbírók: Anna Hammar Jenni Heikkinen |
| 21 | Lövések        | 26                                        |                          | Játékvezetők: Anniina Nurmi Chelsea Rapin Vonalbírók: Anna Hammar Jenni Heikkinen |
| Nordin (Lundin) – 04:00 | 1–0            |                                           |                          | Játékvezetők: Anniina Nurmi Chelsea Rapin Vonalbírók: Anna Hammar Jenni Heikkinen |
| | 1–1            | 34:04 – Oksbjerg (Jakobsen, Friis-Hansen) |                          | Játékvezetők: Anniina Nurmi Chelsea Rapin Vonalbírók: Anna Hammar Jenni Heikkinen |
| Lis. Johansson (Lundin, Waxin) (PP) – 36:00 | 2–1            |                                           |                          | Játékvezetők: Anniina Nurmi Chelsea Rapin Vonalbírók: Anna Hammar Jenni Heikkinen |
| Berglund (Ljungblom) (PP, ENG) – 59:43 | 3–1            |                                           |                          |                                                                                   |

| Csapat      | Helyezés |
| ----------- | -------- |
| Dánia (DEN) | 10.      |